# 瀬田玉川神社
瀬田玉川神社（せたたまがわじんじゃ）は、東京都世田谷区瀬田にある神社。大山道（矢倉沢往還）に面しており、慈眼寺と隣接している。

## 祭神
祭神として以下を祀っている。
- 大己貴命
- 日本武尊命
- 少彦名命

- 足仲彦天皇
- 誉田天皇
- 息長足槌命
- 天照皇大神
- 伊弉冊尊
- 速玉之男命
- 泉津事解之男神

## 歴史
永禄年中（1558〜1570年）に、この村の下屋敷に創建されたが、1626年（寛永3年）に長崎四郎左衛門嘉国が寄進して現在地に移転した。
神社は国分寺崖線上の高いところにあることから、長らく御嶽神社（みたけじんじゃ）と呼ばれていた。1874年（明治7年）に村社となる。1906年（明治39年）の勅令によって進められ神社合祀に基づき、1908年（明治41年）に他の、八幡社、熊野社、大神宮（天祖社）、六所宮などを合祀して玉川神社となり、後に瀬田玉川両地区の氏神様として瀬田玉川神社と呼ばれるようになった。1914年（大正3年）に社殿は改築され、1923年（大正12年）の関東大震災の被害で補修された。境内には樹齢7〜800年の東京都指定天然記念物の大きな黒松（高さ約25メートル、目通り3.77メートル）があったが、1966年（昭和41年）9月24日に台風26号の猛襲で地上10メートル付近で主幹が折れて社務所を大破させ、のちに枯死した。これを機に1968年（昭和43年）に社殿及び社務所が再建された。

## 境内

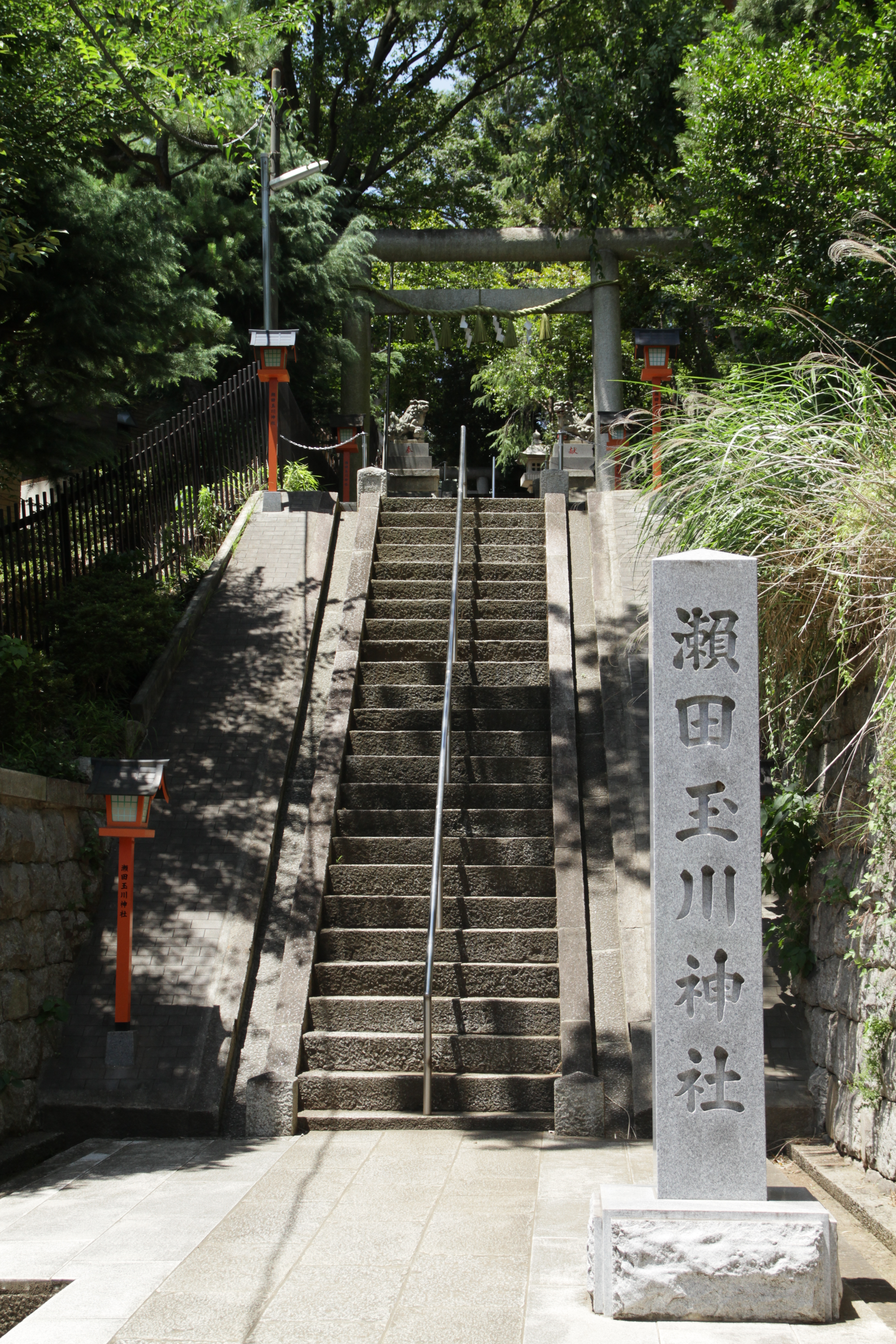
社号標と鳥居
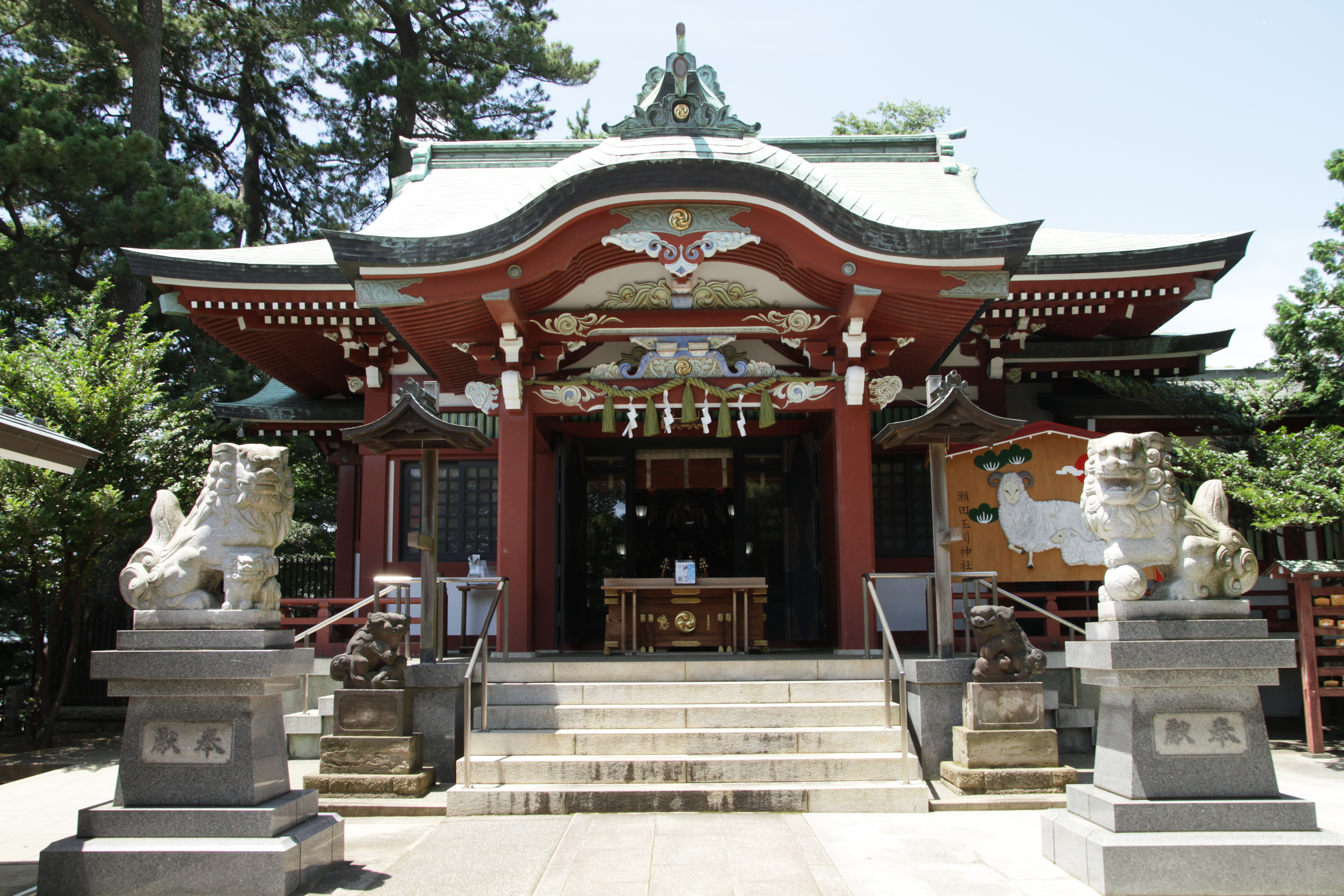
唐破風向拝を持つ拝殿
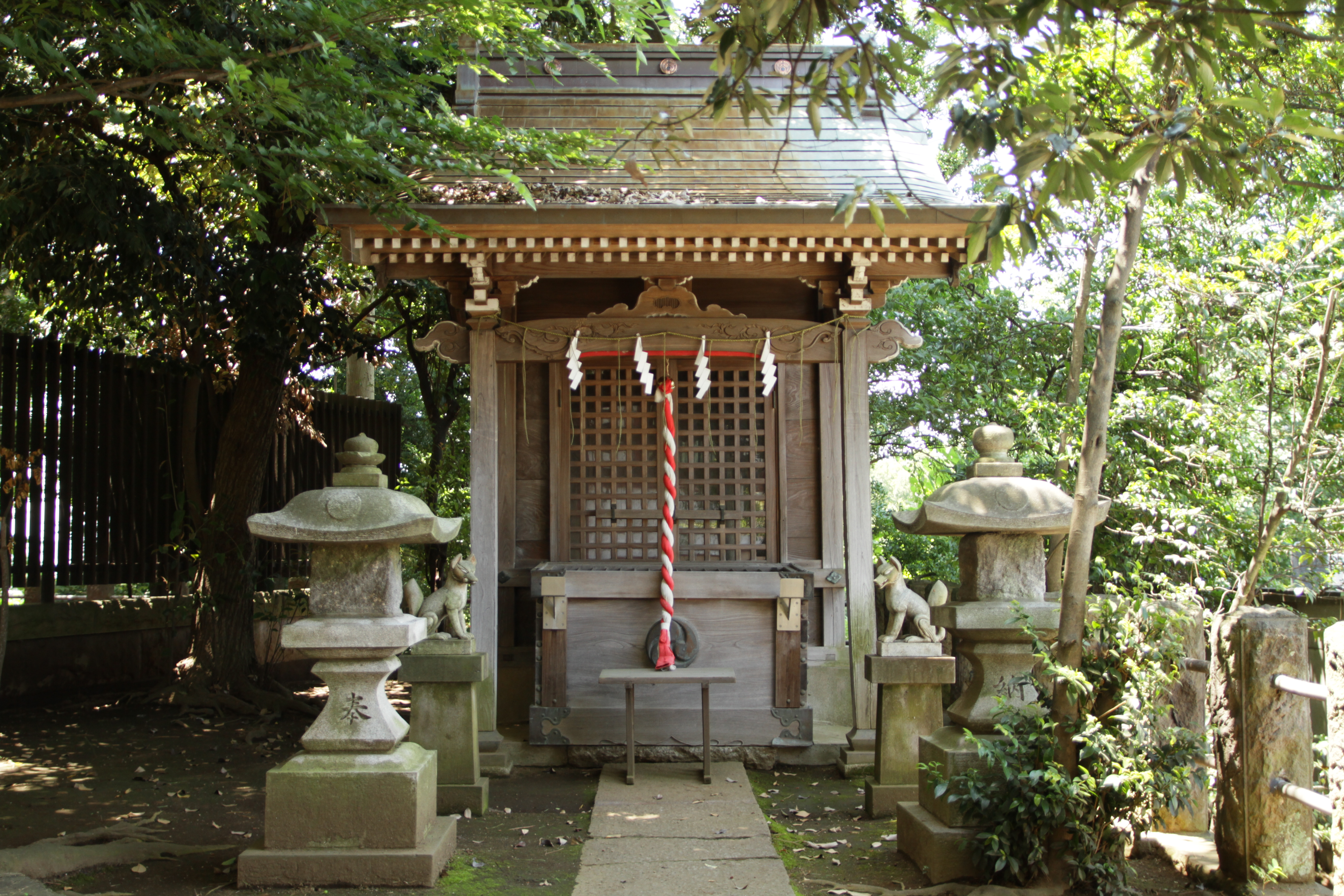
境内末社の稲荷神社

### 飛地境内末社
飛地境内末社として、瀬田4丁目の一角にある稲荷神社。境内は公園になっている。
かつては正一稲荷様とも言われていた。
二子玉川に遊廓が増え伝染病が広がった頃に病気治癒を願って創られた。

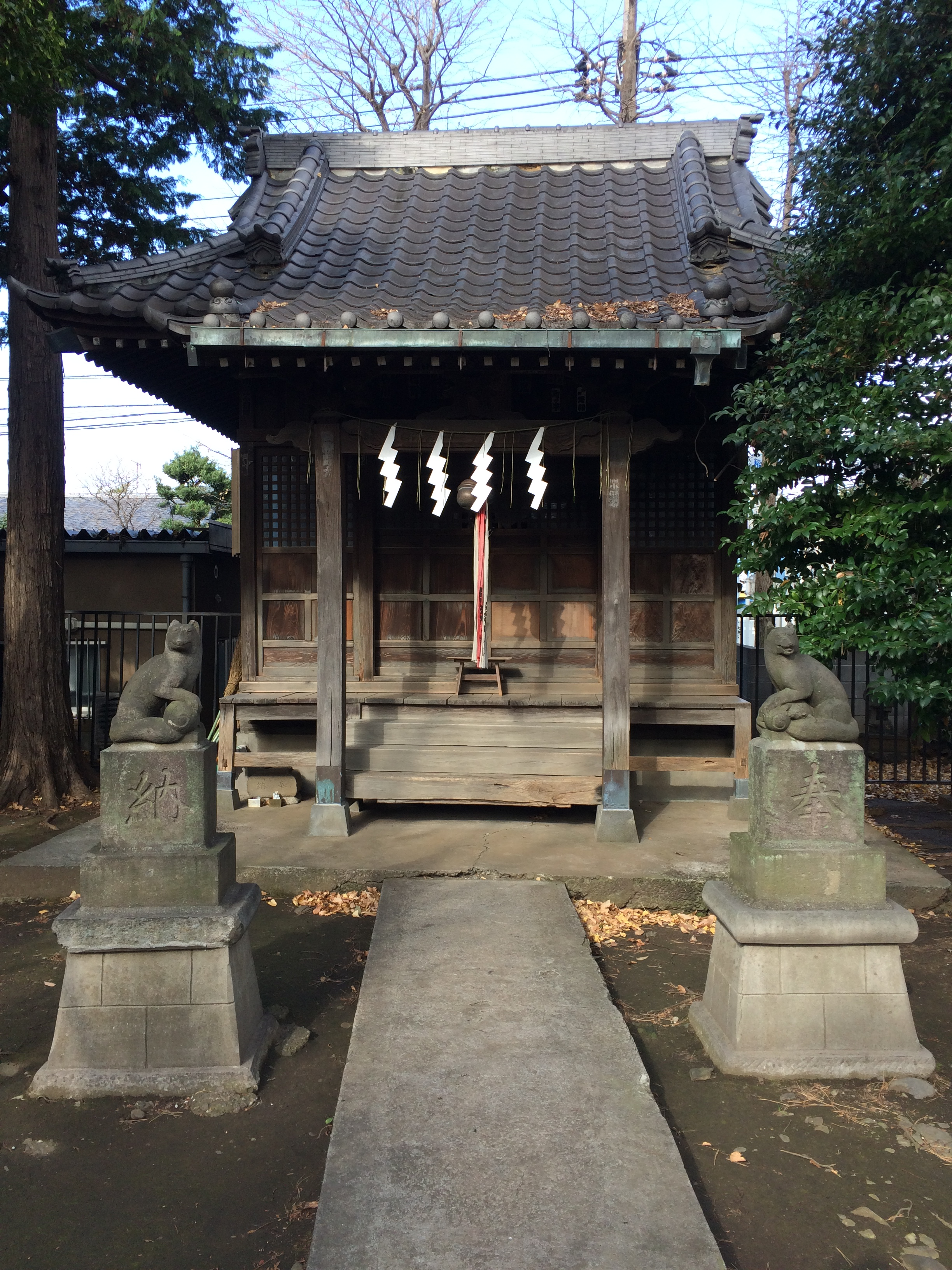
瘡守稲荷神社

## 年中行事
（特に明記なきものは「ふるさと世田谷を語る」を参照）
- 1月1日　歳旦祭
- 1月14日　お日待ち
- 4月1日　祈年祭
- 7月25日　大山祭り
- 9月1日　風神祭(風祭り)
- 10月第三土日曜日　例大祭
- 12月1日　新嘗祭
- 12月27日　大祓い

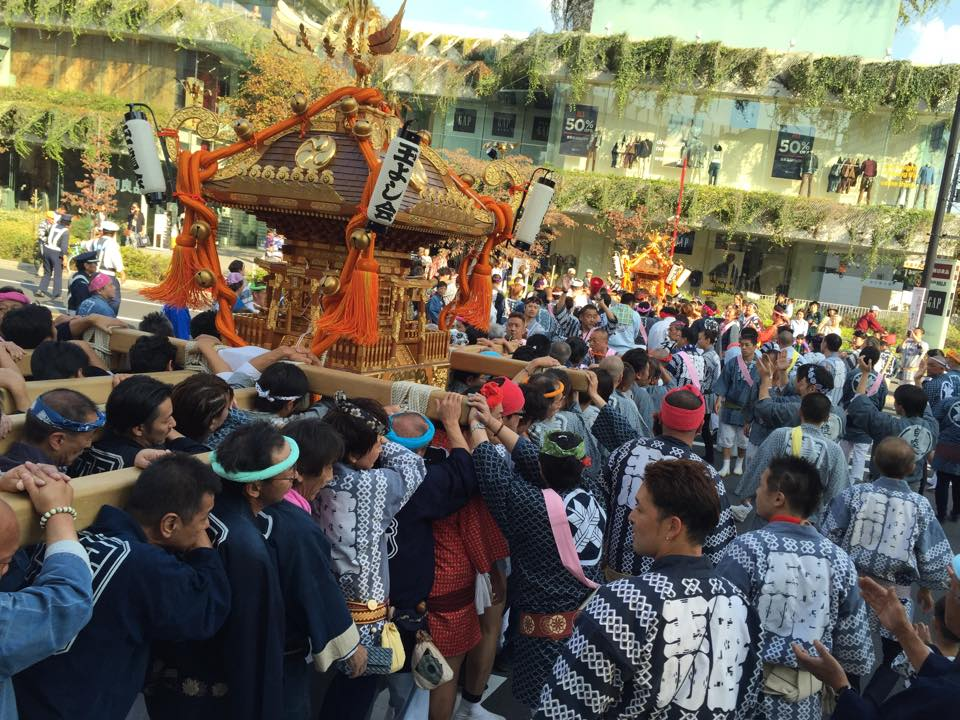
瀬田玉川神社例大祭 神輿渡御 2014年
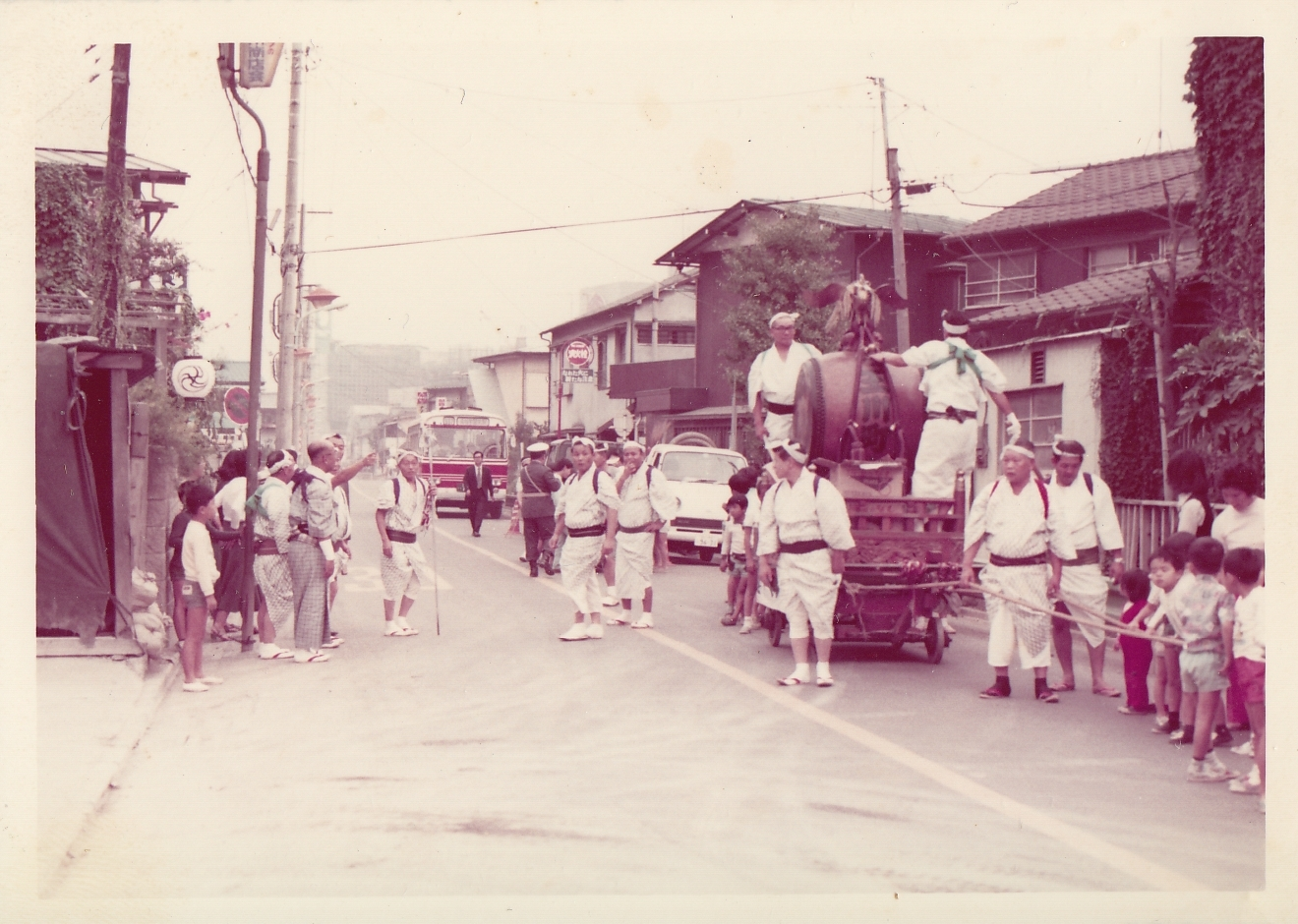
瀬田玉川神社例大祭 昭和50年代
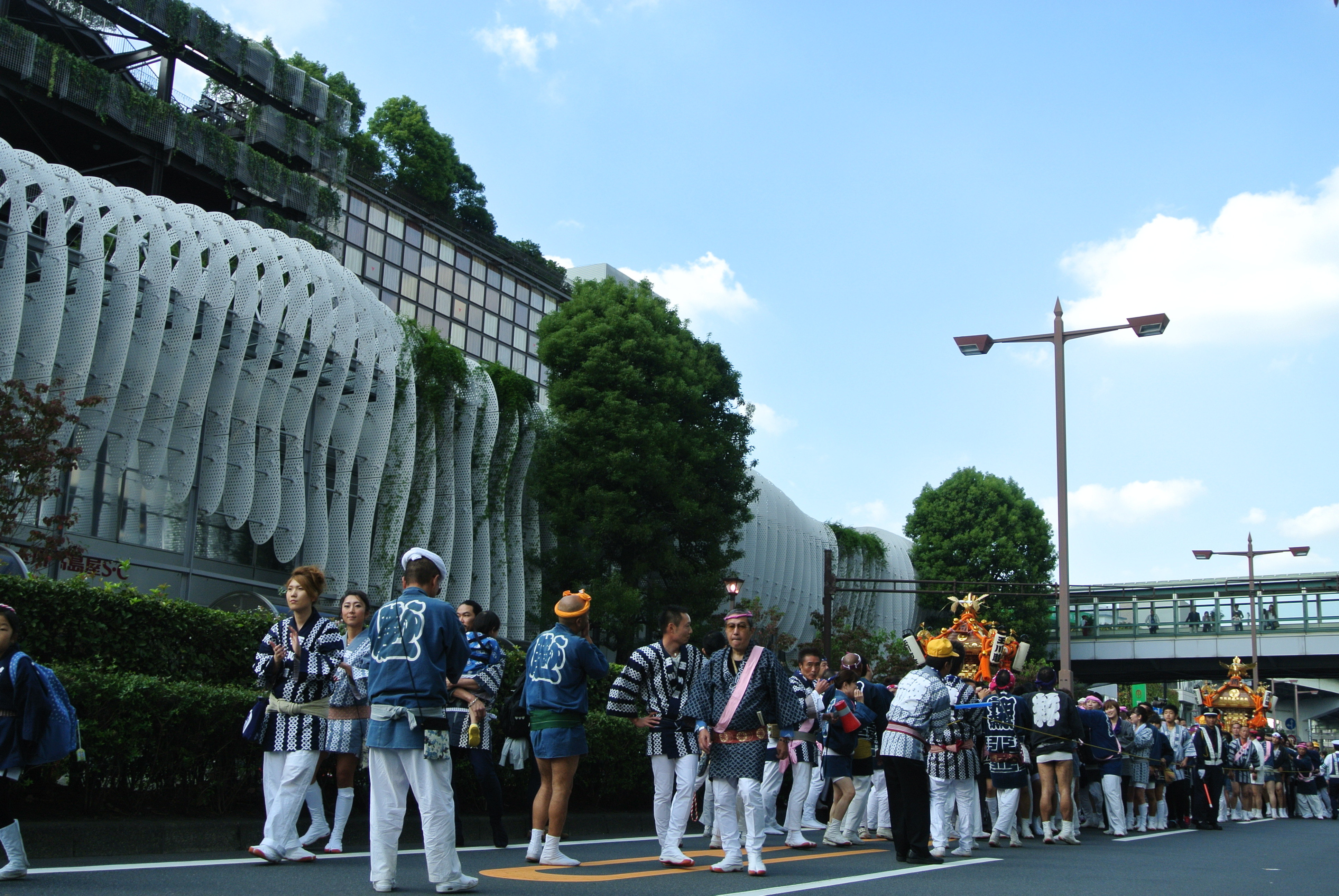
瀬田玉川神社例大祭 玉川通り 2014年
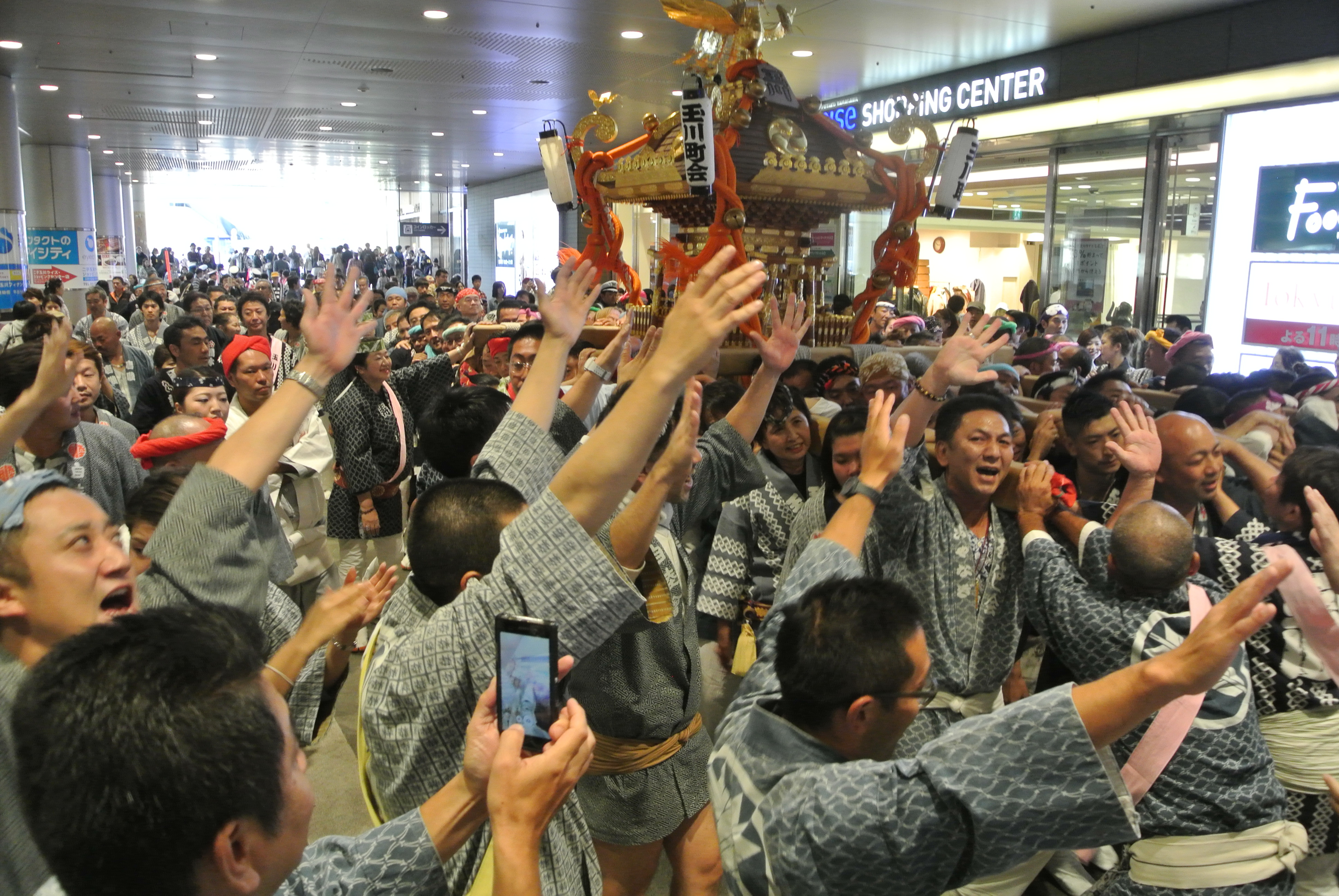
瀬田玉川神社例大祭 二子玉川駅コンコース 2014年

## 交通アクセス
- 鉄道
  - 東急田園都市線 用賀駅下車　徒歩15分
  - 東急田園都市線・大井町線 二子玉川駅下車　徒歩15分

## 関連文献
- 「瀬田村 慈眼寺/御嶽社」『新編武蔵風土記稿』 巻ノ49荏原郡ノ11、内務省地理局、1884年6月。NDLJP:763982/18。